# Lucina Hagman
Lucina Hagman, född 5 juni 1853 i Kelviå, Österbotten, död 6 september 1946 i Helsingfors, var en finlandssvensk pedagog, skriftställare och kvinnosakskvinna. Hagman var en av kvinnorörelsens och samskoleidéns främsta förkämpar i Finland.

## Biografi
Lucina Hagman var yngsta dotter till länsmannen Nils Johan Erik Hagman och Sofia Margareta Nordman. Hon kom från ett svenskspråkigt hem, men lärde sig finska redan som barn.
När familjen flyttade till Vasa 1865 gick Lucina i Svenska fruntimmersskolan i Vasa i fyra år. På den tiden var det ovanligt att flickor fick möjlighet att gå i skola och Lucinas systrar Sofia och Anna fick endast hemundervisning. Efter flickskolan var Lucina Hagman småskollärarinna i ett par år, och genomgick sedan Jyväskylä seminarium, där hon avlade lärarexamen 1875. Hon blev föreståndare 1875 för en förberedande skola i Tavastehus och 1886 för den första finländska, till universitetet ledande samskolan i Helsingfors samt förestod sedan 1899 en ny, av henne öppnad sådan i samma stad.
Redan under skoltiden förundrades Hagman över kvinnornas underordnade ställning i samhället. När samskolan för pojkar och flickor introducerades vid slutet av 1800-talet var hon en av de centrala förkämparna. År 1899 grundade hon samskolan Uusi Yhteiskoulu (på svenska: Den nya samskolan) och var dess rektor till 1935. När hennes skola blev för liten grundade hennes brorsdotter, Lisa Hagman, en egen separat skola i anslutning till fasterns, och med namnet Yksityisluokat (på svenska: Privatklasserna).
Mycket ivrigt ägnade hon sig åt kvinnofrågan och pläderade i flera utgivna skrifter för höjandet av kvinnans ställning inom samhället. År 1892 deltog hon i stiftandet av kvinnosaksförbundet Unionen och var dess första ordförande. År 1907 stiftade hon en politisk kvinnoförening, Finska kvinnoförbundet. Hon var även med om att starta Finlands första nykterhetsförening och martharörelsen.

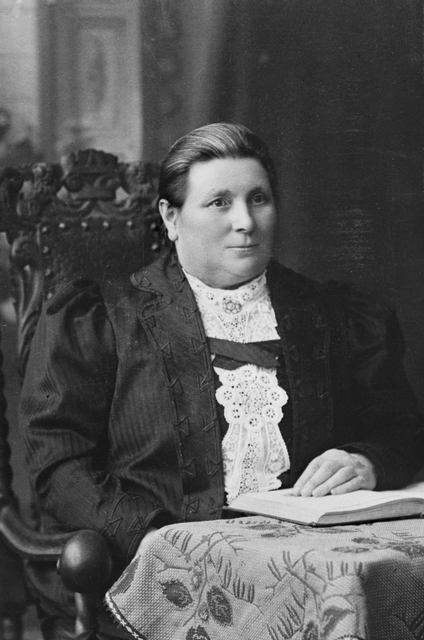
Lucina Hagman på 1910-talet.

Efter att Finland tog i bruk allmän och lika rösträtt år 1906 var Lucina Hagman bland de första ledamöterna som valdes in i enkammarlantdagen 1907, som representant för det Ungfinska partiet. Hon utsågs till ordförande i kulturutskottet, men föll 1908 igenom vid valet.
Hagman publicerade läseböcker för skolan samt uppfostringsskrifter, bland dem Kokemukseni yhteiskasvatuksesta (1897; "Min erfarenhet om samuppfostran"). År 1928 fick hon professorstitel.
Lucina Hagman ligger begravd på Sandudds begravningsplats, gamla delen.